# Каракольское сельское поселение
Каракольское се́льское поселе́ние — муниципальное образование в Онгудайском муниципальном районе Республики Алтай Российской Федерации.
Административный центр — село Каракол.

## История
Статус и границы сельского поселения установлены Законом Республики Алтай от 13 января 2005 года № 10-РЗ «Об образовании муниципальных образований, наделении соответствующим статусом и установлении их границ».

## Население
| 2010 | 2011  | 2012  | 2013  | 2014  | 2015  | 2016 | 2017 | 2018 |
| ---- | ----- | ----- | ----- | ----- | ----- | ---- | ---- | ---- |
| 1071 | ↘1068 | ↘1049 | ↘1034 | ↘1027 | ↘1016 | ↘998 | ↘987 | ↘969 |
| 2019 | 2020  | 2021  |       |       |       |      |      |      |
| ↘963 | ↗965  | ↘931  |       |       |       |      |      |      |

## Состав сельского поселения
| № | Населённый пункт | Тип населённого пункта       | Население |
| - | ---------------- | ---------------------------- | --------- |
| 1 | Каракол          | село, административный центр | ↘411      |
| 2 | Курота           | село                         | ↗346      |
| 3 | Бичикту-Боом     | село                         | ↘241      |

## Археология
Напротив впадения Каракола в Урсул находится многослойная палеолитическая стоянка Усть-Каракол, археологические и палеонтологические материалы из аллювиальных осадков которой, выполняющих основание разреза, датируются второй половиной среднего плейстоцена (282—133 тыс. л. н.), индустрия кара-бомовского варианта относится к первой половине верхнего плейстоцена (120—50 тыс. л. н.), а усть-каракольская индустрия — к верхнему палеолиту (50—40 тыс. лет назад).